# 豊橋市立植田小学校
豊橋市立植田小学校（とよはししりつ うえたしょうがっこう）は、愛知県豊橋市植田町にある公立小学校。

## 概要
- 植田町などが校区であり、公立中学校の進学先は豊橋市立南稜中学校である。

## 沿革
- 1876年（明治9年） - 野依学校から分離し、第10中学区第40小学植田学校として開校。育清院[注釈 1]を仮校舎とする。
- 1878年（明治11年） - 東植田村、西植田村、津田新田が合併し、植田村となる。
- 1883年（明治16年） - 校舎を新築し、移転する。
- 1887年（明治20年） - 高師学校に統合される。
- 1889年（明治22年）10月1日 - 植田村、野依村が合併し、植野村が発足。
- 1891年（明治24年）11月10日 - 植田村と野依村に分立しする。
- 1892年（明治25年） - 高師尋常小学校から分離し、植田尋常小学校となる。
- 1900年（明治33年） - 高等科を設置し、植田尋常高等小学校に改称する。
- 1906年（明治39年）8月31日 - 高師村、磯辺村、福岡村、野依村、植田村、大崎村が合併し、高師村が発足する。
- 1918年（大正7年） - 農業補習学校を併設する。
- 1932年（昭和7年）9月1日 - 高師村が豊橋市に編入される。
- 1941年（昭和16年）4月1日 - 植田国民学校に改称する。
- 1946年（昭和21年）9月 - 大清水分教場を設置する。
- 1947年（昭和22年）4月1日 - 豊橋市立植田小学校に改称する。
- 1958年（昭和33年）4月 - 大清水分校が豊橋市立大清水小学校として独立する。

## 交通アクセス
- 豊橋鉄道渥美線植田駅下車、徒歩約8分。

## 周辺施設
- 豊橋市立南稜中学校
- 豊橋市立芦原小学校
- 植田幼稚園
- 豊橋鉄道渥美線植田駅